# Eosamon
Eosamon là một chi cua nước ngọt thuộc phân họ Potamiscinae của họ Cua núi được tìm thấy ở Đông Á và Đông Nam Á.

## Các loài
- Eosamon boonyaratae (Naiyanetr, 1987)
- Eosamon brousmichei (Rathbun, 1904): Việt Nam
- Eosamon hafniense (Bott, 1966)
- Eosamon lushuiense (Dai & G.-X. Chen, 1985)
- Eosamon nominathuis Yeo, 2010
- Eosamon paludosum (Rathbun, 1904)
- Eosamon phuphanense (Naiyanetr, 1992)
- Eosamon smithianum (Kemp, 1923)
- Eosamon tengchongense (Dai & G.-X. Chen, 1985)
- Eosamon tumidum (Wood-Mason, 1871)
- Eosamon yotdomense (Naiyanetr, 1984)